# KGET-TV
KGET-TV는 캘리포니아주, 베이커즈필드를 권역으로 하는 넥스타 브로드캐스팅 그룹(en:Nexstar Broadcasting Group)산하의 방송국이며, NBC, The CW 네트워크에 가맹되어 있다. 가상채널은 17번이다.
기본채널인 17.1은 NBC 방송을 송출해주며, 보조 채널인 17.2는 The CW, 17.3은 텔레문도의 방송을 송출하고 있다.
방송국의 스튜디오는 베이커즈필드 시내의 L거리에 위치하며, 송신소는 서쪽의 브레켄리지 산에 있다.

## 연혁
- 1959년 11월 8일 : 방송 시작. (당시 콜사인 KLYD-TV, ABC 네트워크 소속)[1]
- 1969년 : KJTV로 호출부호 변경[2]
- 1974년 : KBAK-TV와 네트워크 교환하여 CBS에 소속됨.
- 1978년 9월 27일 : KPWR-TV로 호출부호 변경
- 1984년 2월 1일 : KGET-TV로 호출부호 변경, KERO-TV와 네트워크 교환하여 NBC에 소속됨.